# Фортес, Элвин
Элвин Фортес (нидерл. Alvin Fortes; 25 мая 1994, Роттердам, Нидерланды) — нидерландский и кабо-вердианский футболист, полузащитник узбекистанского клуба АГМК.

## Карьера
Футбольную карьеру начал в 2013 году в составе клуба «ПС Кеми». В 2014—2015 годах играл за нидерландский «Валвейк».
В 2015 году перешёл в «ТОП Осс». В 2016 году играл за турецкий «Болуспор». В том же году подписал контракт с греческим клубом «Верия».
В 2017 году стал игроком второго состава нидерландского «Витесса». В 2018 году перешёл в грузинский клуб «Дила», за который забил 12 мячей в 49 матчах.
В начале 2020 года перешёл в казахстанский клуб «Кайсар».